# يمام مطوق أوراسي
اليمامة المطوقة أو الفاختة الأوراسية (الاسم العلمي: Streptopelia decaocto)، أحد أنواع الحمام التي تستوطن أوروبا وآسيا؛ ثم انتشرت إلى اليابان وأمريكا الشمالية وجزر البحر الكاريبي. نظرًا لانتشارها العالمي الواسع وتزايد أعدادها، فقد تم إدراجها على أنها نوع غير مهدد في القائمة الحمراء للأنواع المهددة بالانقراض منذ عام 2014.

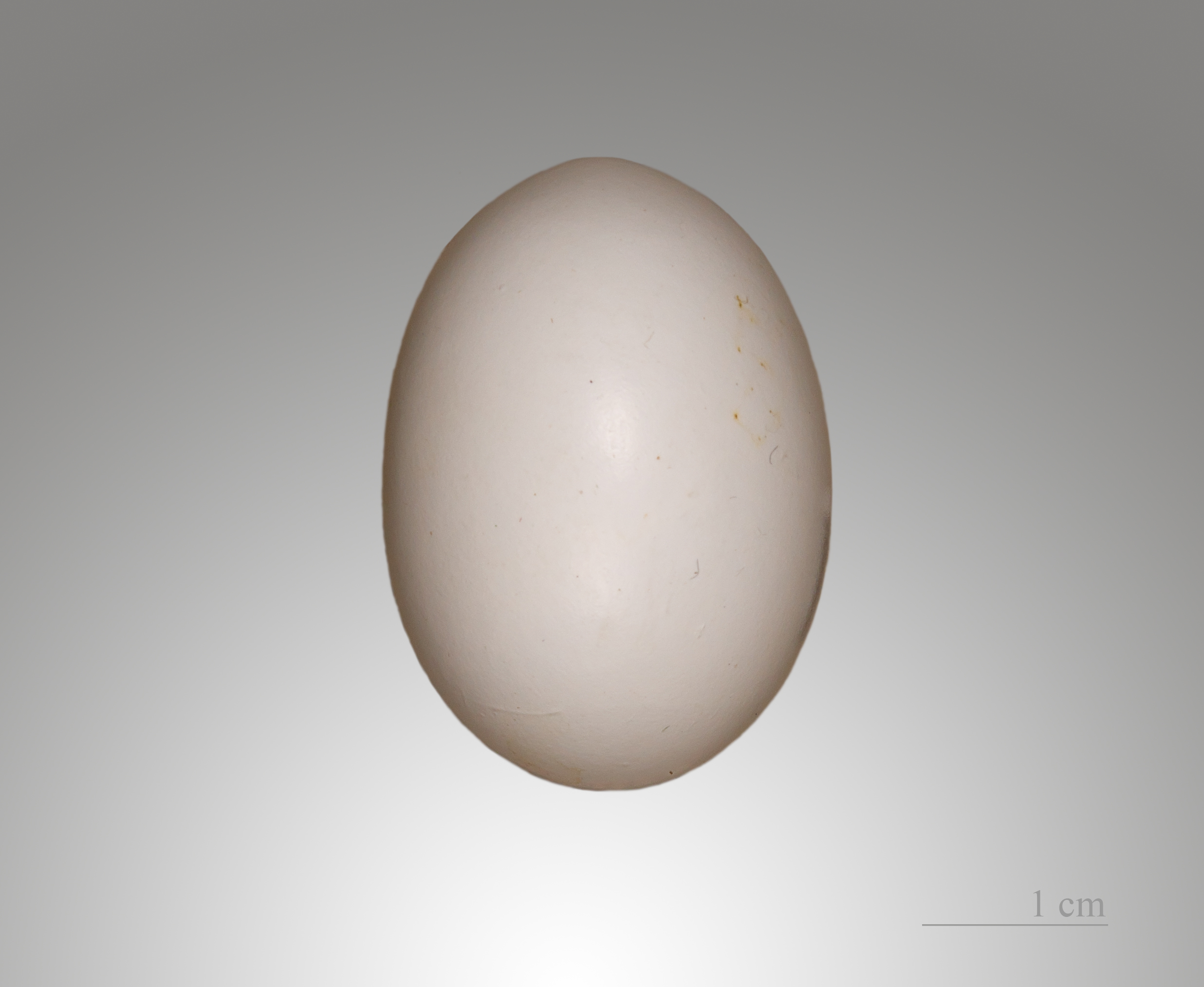
Streptopelia decaocto

قال الأَصمعي: اليَمام ضرب من الحمام برِّيّ، قال: وأَما الحمام فكلُّ ما كان ذا طَوْق مثل القُمْريّ والفاختة وأَشباهِها، واحِدته: حَمامة. وهو طائر صغير الحجم خفيف الجسم، طائر مهاجر شتوي، ومقيم معشش وعابر إلى حد ما، في الخريف وهو طائر معروف جدا بشمال أفريقيا حيث يتواجد تقريبا في كل بقاعها، ويتواجد في المناطق شبه الصحراوية والواحات وبالقرب من القرى والمسطحات الزراعية، والسدود كـ سد بست كز، وسد جابر وسد بز، وسد جاويد وتابلتابل وبواطن الأودية وسد القصب وسد جرف التربة وواد مزي وواد الطويل وشط الحضنة وشط ملغيغ والسهول كسهل لاور كالون وسهول باغ زرد، والمناطق الزراعية الممتدة على ساحل نهر مهران حيث تكثر فيها المزارع النخيل والمستنقعات المائية. وتكثر فيها الوديان والشعاب، وتصب فيها مجاري الأودية.
اتسع النطاق الطبيعي لطيور اليمام المطوق على نحو لم يشهده أي نوع آخر من طيور العالم القديم خلال القرن المنصرم. فمنذ عام 1930، أنتشر بشكل تدريجي غربا، من آسيا الصغرى إلى شرق ووسط وغرب أوربا، ومن ثم إلى آيسلندا، وجرينلاند، وشمال أمريكا. أما في الشرق الأوسط، فانتشر جنوبا وغربا إلى سيناء، ثم إلى أفريقيا، ومن ثم إلى الجزيرة العربية في الكويت.
يعد الحمام المطوق طائرا متوطنا شائعا حيثما وجد، وإن كان في بداية توطنه في الجزيرة العربية، يزورها صيفا، أو ينتقل بشكل موسمي. ولعل تشتت هذه الطيور بعد مدة التكاثر كان الحافز الرئيسي في توطنها في الجزيرة العربية. واليمام المطوق طائر سربي في غير موسم التكاثر (قد يجتمع حتى 2500 طائر منه). وما زالت أعداده في تزايد مستمر. ويحبذ اليمام المطوق المزارع والحدائق، بل ومعظم المواطن التي يقطنها الإنسان، إذ يتغذى بشتى أنواع البذور، ولا سيما تلك المشطورة، أو الملقاة للماشية والدواجن، إضافة إلى مخلفات طعام الإنسان مثل فتات الخبز وبقايا الأرز المرمي. كما يأكل أيضا الكائنات الغير الفقارية والأعشاب أحيانا خارج الجزيرة العربية.
قد تزامن انتشار اليمام المطوق في الجزيرة العربية مع التوسع الهائل الذي شهدته الزراعة من خلال الحقول المروية، وبخاصة محاور زراعة الحبوب، وإنشاء مزارع الدواجن، والحليب، والأجبان. وحيثما وجد اليمام المطوق وجد اليمام الضاحك، إذ يتعايش النوعان جنبا إلى جنب، علما أن طيور اليمام الضاحك أكثر عددا في منازل الضواحي المشجرة. ويمكن سماع هديل اليمام المطوق في معظم مساكن وحدائق الجزيرة العربية، كما يخصص سجعا خاصا لاستعراضه الهوائي، حيث يبدأ بالجثم على ارتفاع ما، ثم يحلق بعده مرتفعا، مصفقا بجناحيه، قبل نزوله بشكل دائري في معظم الأحيان ليعود إلى جثمه مجددا. فهو يتكاثر على مدار العام. وقد ورد تزاوجه من أنواع أخرى، إلا أنه لا يوجد ما يؤكد ذلك.

## الميزات
المشخصات: هو أصغر حجماً من الحمام المطوق العادي والذي يخلط بينه وبين الحمام البري المطوق، يغطي جسم الطائر بريش ذو لون بني شاحب، مع وجود طوق أبيض وأسود هلالي الشكل على العنق من الجهة الظهرية، المنقار أسود، والأجنحة قصيرة تميل إلى اللون الرمادي البني مع خطوط سوداء، على أطراف الأجنحة، الذيل طويل ذو حواف بيضاء، والأرجل ارجوانية اللون، والعين حمراء اللون.

## التزاوج والتكاثر
تعشش طيور القمري على أغصان الأشجار المتوسطة،
يمكن بناؤه في مكان منخفض في إحدى الأشجار وفي شجرة كثيفة الأغصان وتعيش القمرية في الغابات وبالقرب من المزارع.
ويبنى العش عادة من أغصان الأشجار الأفقية على ارتفاع يتراوح ما بين (5-6) أمتار والعش عبارة عن فروع بسيطة يابسة وهشة.
تضع الأنثى بيضتين ذات لون أبيض صافي وتبدأ بالحضانة ويساعدها في ذالك الذكر وتستمر الحضانة لمدة (13- 14) يوما وعندما يبلغ الصغار من العمر (20) يكسو أجسامهم الريش تماما ويصبحون قادرين على الطيران ويغادرون العش.

## التغذية
يتغذى على الحبوب والبذور التي يجدها على سطح الأرض. وتفضل هذه الطيور في غذائها الحبوب والقمح والحنطة السوداء.

## اقرأ أيضا
- تطور الطيور